# Rozalia
Rozalia je žensko osebno ime.

## Izvor imena
Ime Rozalia je različica ženskega osebnega imena Roza.

## Tujejezikovne različice imena
- pri Nemcih: Rosalia

## Pogostost imena
Po podatkih Statističnega urada Republike Slovenije je bilo na dan 31. decembra 2007 v Sloveniji število ženskih oseb z imenom Rozalia: 31.

## Osebni praznik
Osebe z imenom Rozalia lahko godujejo takrat kot osebe z imenom Rozalija.